# Gumiarabika
Gumiarabika, znan tudi kot gum sudani, je naravna guma, sestavljena iz strjenega soka dveh vrst akacije (sensu lato), Acacia senegal  (danes znan kot Senegalia senegal) in Vachellia (Acacia) seyal, pa tudi Vachellia tortilis, Vachellia gummifera, Vachellia karroo in Vachellia horrida)’’. Izraz gumiarabika ne pomeni posebnega botaničnega vira. V nekaj primerih tako imenovana gumiarabika" morda niti ni bila zbrana iz vrst akacije, lahko izvira iz Combretum, Albizia ali katerega drugega roda. Guma se komercialno nabira z divjih dreves, večinoma v Sudanu (80 %) in po celotnem Sahelu, od Senegala do Somalije. Ime Gumiarabika (al-samgh al-'arabi) so na Bližnjem vzhodu uporabljali vsaj že v 9. stoletju. Prvič je našla pot v Evropo prek arabskih pristanišč, zato je ohranila svoje ime. Gumiarabika je kompleksna mešanica glikoproteinov in polisaharidov, pretežno sestavljena iz arabinoze in galaktoze. Je topna v vodi, je užitna in se uporablja predvsem v prehrambeni industriji in industriji brezalkoholnih pijač kot stabilizator s številko E E414 (I414 v ZDA). Gumiarabika je ključna sestavina tradicionalne litografije in se uporablja pri tiskanju, proizvodnji barv, lepilih, kozmetiki in različnih industrijskih aplikacijah, vključno z nadzorom viskoznosti v črnilih in v tekstilni industriji, čeprav ji cenejši materiali tekmujejo za številne od teh vlog.

## Definicija
Gumiarabiko je 31. Codex Committee for Food Additives, ki je potekal v Haagu med 19. in 23. marcem 1999, opredelil kot posušeni eksudat iz debla in vej Acacia senegal ali Vachellia (Acacia) seyal iz družine Fabaceae (Leguminosae). Ponovna ocena varnosti leta 2017 s strani Odbora za aditive za živila in vire hranil Evropske agencije za varnost hrane (EFSA) je dejala, da izraz "gumiarabika" ne pomeni določenega botaničnega vira; v nekaj primerih ta "gumiarabika" morda ni bila niti odvzeta iz vrst akacije.

## Uporaba
Zmes polisaharidov in glikoproteinov v gumiarabiki mu daje lastnosti lepila in veziva, ki je užitno za ljudi. Druge snovi so ga nadomestile tam, kjer strupenost ni problem, saj se deleži različnih kemikalij v gumiarabiki zelo razlikujejo in so nepredvidljivi. Kljub temu ostaja pomembna sestavina sirupa brezalkoholnih pijač in "trdih" gumijastih bonbonov, kot so gumi, penice in čokoladni bonboni M & M. Za umetnike je tradicionalno vezivo v akvarelnih barvah in na fotografiji za tiskanje, uporablja pa se kot vezivo v pirotehničnih sestavinah. Farmacevtska zdravila in kozmetika jo uporabljajo tudi kot vezivo, emulgator in suspenzijo ali sredstvo za povečanje viskoznosti. Pridelovalci vina so gumiarabiko uporabljali kot sredstvo, ki ga dodajo ob zaključku predelave.
Je pomembna sestavina kreme za čevlje in se lahko uporablja pri izdelavi domačega kadila. Uporablja se tudi kot lepilo, ki ga je mogoče lizati, na primer na poštnih znamkah, kuvertah in cigaretnih papirjih. Litografski tiskalniki ga uporabljajo, da ohranijo ne-slikovna področja plošče dovzetna za vodo. Ta obdelava pomaga tudi ustaviti oksidacijo aluminijastih tiskarskih plošč v intervalu med obdelavo plošče in njeno uporabo na tiskarskem stroju.

### Hrana
Gumiarabika se uporablja v prehrambeni industriji kot stabilizator, emulgator in zgoščevalec pri zamrznitvi, polnjenjih, mehkih sladkarijah, žvečilnih gumijih in drugih slaščicah ter za vezavo sladil in arom v brezalkoholnih pijačah. V koktajlih se včasih uporablja raztopina sladkorja in gumiarabike v vodi, sirup gomme, ki preprečuje kristalizacijo sladkorja in zagotavlja gladko teksturo.
Gumiarabika je zapleten polisaharid in topna prehranska vlaknina, ki je splošno znana kot varna za prehrano ljudi. Znak neškodljivega napenjanja se pojavi pri nekaterih ljudeh, ki jemljejo velike odmerke 30 g ali več na dan. V črevesju se ne razgradi, ampak v debelem črevesu fermentira pod vplivom mikroorganizmov; je prebiotik (za razliko od probiotika). Glede kalorične vrednosti ni doseženo regulativno ali znanstveno soglasje; za podgane je bila določena zgornja meja 2 kcal / g, za ljudi pa to ne velja. Ameriška FDA je sprva določila vrednost 4 kcal / g za označevanje živil, v Evropi pa za topne prehranske vlaknine ni bila določena nobena vrednost. V pregledu iz leta 1998 je bilo ugotovljeno, da se »na podlagi sedanjih znanstvenih spoznanj za regulativne namene lahko uporablja samo poljubna vrednost«. Leta 2008 je USFDA v odgovor na prošnjo za zmanjšanje ocenjene kalorične vrednosti gumiarabike poslala ugovor na 1,7 kcal / g.

### Slikanje in umetnosti
Gumiarabika se uporablja kot vezivo za akvarelno slikanje, ker se v vodi zlahka raztopi. Pigment katere koli barve je v gumiarabiki suspendiran v različnih količinah, kar povzroči akvarelno barvo. Voda deluje kot sredstvo ali razredčilo za redčenje akvarelne barve in pomaga pri prenosu barve na površino, kot je papir. Ko vsa vlaga izhlapi, gumiarabika običajno ne veže pigmenta na površino papirja, ampak ga globlje plasti popolnoma absorbirajo.
Če se po izhlapevanju porabi malo vode, gumiarabika deluje kot pravo vezivo v barvnem filmu, povečuje svetilnost in preprečuje posvetlitev barv. Gumiarabika omogoča bolj subtilen nadzor nad pranjem, ker olajša razprševanje delcev pigmenta. Poleg tega upočasni izhlapevanje vode in omogoča nekoliko daljši delovni čas.
Dodatek malo gumiarabike akvarelnemu pigmentu in vodi omogoča lažje dvigovanje pigmenta iz papirja, zato je lahko koristno orodje pri dvigovanju barve pri barvanju v akvarelu.

### Keramika
Gumiarabika ima dolgo zgodovino kot dodatek keramičnim glazuram. Deluje kot vezivo in pomaga, da se glazura oprime gline, s čimer zmanjša škodo pri ravnanju med izdelavo kosa. Kot sekundarni učinek deluje tudi kot deflokulant, s čimer poveča pretočnost mešanice glazure, hkrati pa tudi bolj verjetno, da se sedimentira v trdo pogačo, če se nekaj časa ne uporablja.
Gumi se običajno sestoji iz raztopine v vroči vodi (običajno 10–25 g / l), nato pa se po vsakem mletju kroglic doda v koncentraciji od 0,02 % do 3,0 % gumiarabike do suhe mase glazura. Pri žganju gumi izgori pri nizki temperaturi, v glazuri ne ostane ostankov. V zadnjem času, zlasti v komercialni proizvodnji, gumiarabiko pogosto nadomestijo bolj rafinirane in dosledne alternative, kot je karboksimetil celuloza.

### Fotografija
V zgodovinskem postopku fotografiranja gumijevega bikromata se z gumiarabiko, pomešano z amonijevim ali kalijevim dikromatom in pigmentom, ustvari barvna fotografska emulzija, ki v vodi postane relativno netopna ob izpostavljenosti ultravijolični svetlobi. V končnem odtisu akacijev gumi trajno veže pigmente na papir.

### Grafika
Gumiarabika se uporablja tudi za zaščito in jedkanje slike v litografskih procesih tako iz tradicionalnih kamnov kot iz aluminijastih plošč. V litografiji se lahko sam gumi uporablja za jedkanje zelo svetlih tonov. V akacijev gumi se v različnih koncentracijah doda fosforna, dušikova ali taninska kislina, da se temni toni narišejo do temno črnih. Postopek jedkanja v matrici ustvari adsorpcijski sloj, ki privlači vodo, s čimer se zagotovi, da se črnilo na osnovi olja ne drži teh površin. Gumi je bistvenega pomena tudi za tisto, kar včasih imenujemo tudi litografija na papirju, tiskanje s slike, ki jo ustvari laserski tiskalnik ali fotokopirni stroj.

### Pirotehnika
Gumiarabika se uporablja tudi kot vodotopno vezivo v sestavi ognjemetov.

### Za gorivo
Gumiarabika se uporablja kot vezivo za izdelavo oglja. Oglje iz rastline taifa je v prahu, zato se za oblikovanje ogljenih kolačev gumiarabika pomeša s tem prahom in pusti, da se posuši. Oglje iz taife in gumiarabike se uporablja za pripravo ognja v Senegalu in nekaterih drugih afriških državah.

## Sestava
Arabinogalaktan je biopolimer, ki ga sestavljajo arabinozni in galaktozni monosaharidi. Je glavna sestavina mnogih rastlinskih lepil, vključno z gumiarabiko. 8-5 'Neciklična diferulinska kislina je bila identificirana kot kovalentno povezana z ogljikovimi hidrati v frakciji arabinogalaktana in beljakovin.

## Proizvodnja
Medtem ko v Aarabiji, Sudanu in Zahodni Aziji že od antike nabirajo gumiarabiko, ima podsaharska acacia dolgo zgodovino kot cenjen izvoz. Izvoz je prihajal iz pasu akacij, ki je nekoč pokrival večji del regije Sahel, južnega dela puščave Sahara, ki poteka od Atlantskega oceana do Rdečega morja. Danes glavne populacije vrst akacije, ki proizvajajo gumi, najdemo v Mavretaniji, Senegalu, Maliju, Burkina Fasu, Nigru, Nigeriji, Čadu, Kamerunu, Sudanu, Eritreji, Somaliji, Etiopiji, Keniji in Tanzaniji. Iz Acacia se lepilo pridobi iz delcev lubja, iz katerih nato izloči lepilo. Gumiarabika, ki so jo tradicionalno nabirali polnomadski pastirji med svojim ciklom premeščanja, ostaja glavni izvoz več afriških držav, vključno z Mavretanijo, Nigrom, Čadom in Sudanom. Celotni svetovni izvoz gumiarabike je danes (2019) ocenjen na 160.000 ton, saj si je opomogla po krizah 1987–1989 in 2003–2005, ki jih je povzročilo uničenje dreves od puščavskih kobilic (‘’Schistocerca gregaria‘’).

### Politični vidik

#### Zahodna Afrika
Leta 1445 je princ Henrik Pomorščak na otoku Arguin (ob obali sodobne Mavretanije) ustanovil trgovsko postajo, ki je za Portugalsko nabavila gumiarabiko in sužnje. Z združitvijo portugalske in španske krone leta 1580 so Španci dobili prevladujoč vpliv ob obali. Leta 1638 pa so jih zamenjali Nizozemci, ki so prvi začeli izkoriščati trgovino z gumiarabiko. Pridobljena iz akacijevih dreves Trarza in Brakna je bilo to akacijevo lepilo boljši od tistega, ki so ga prej pridobivali v Arabiji. Do leta 1678 so Francozi pregnali Nizozemce in ustanovili stalno naselje v Saint Louisu ob izlivu reke Senegal. Gumiarabika je igrala ključno vlogo pri tiskanju tekstila in s tem v predindustrijskih gospodarstvih Francije, Velike Britanije in drugih evropskih držav. V 18. stoletju je bila njihova konkurenca glede blaga tako močna, da so nekateri govorili o vojnah za lepilo. 
Večino 18. in 19. stoletja je bila gumiarabika glavni izvoz iz francoskih in britanskih trgovskih kolonij v sodobnem Senegalu in Mavretaniji. Zahodna Afrika je postala edini dobavitelj do 18. stoletja, njen izvoz v francosko kolonijo Saint-Louis pa se je samo v desetletju leta 1830 podvojil. Davki in grožnja, da bo Saint-Louis obšel s pošiljanjem britanskim trgovcem v Portendicku, so na koncu pripeljali emirat Trarza v neposreden spor s Francozi. Francozi so leta 1825 začeli francosko-trarzansko vojno. Novi emir Muhammad al Habib je podpisal sporazum s kraljestvom Waalo neposredno na jugu reke. V zameno za konec napadov na ozemlju Waalo je Emir naslednico Waala vzel za nevesto. Možnost, da bi Trarza lahko podedovala nadzor nad obema bankama Senegala, je prizadela varnost francoskih trgovcev, Francozi pa so se odzvali s pošiljanjem velike ekspedicijske sile, ki je zdrobila Mohamedovo vojsko. Vojna je Francoze prvič spodbudila k širitvi na sever reke Senegal, kar je naznanilo neposredno vpletenost Francije v notranjost zahodne Afrike. Afrika je še naprej izvažala gumiarabiko v velikih količinah - iz sahelskih območij francoske Zahodne Afrike (sodobni Senegal, Mavretanija, Mali, Burkina Faso in Niger) in francoske Ekvatorialne Afrike (moderni Čad), dokler te države niso postale neodvisne v letih 1959–61.

#### Sudan
Stotisoči Sudancev so za preživetje odvisni od gumiarabike. Po tržnih reformah je sudanski izvoz gumiarabike zdaj (2019) približno 160.000 ton. Pridelovanje močno nadzoruje sudanska vlada.

## Farmakologija
Gumiarabika upočasni hitrost absorpcije nekaterih zdravil, vključno z amoksicilinom, iz črevesja. [19] Nomadske populacije Sahela in Arabije že stoletja poznajo njene blagodejne učinke. Tudi v Evropi so bile farmacevtske aplikacije med prvimi.

## Simbolni pomen
V delih Shakespearea, Jacoba Catsa in mnogih drugih evropskih pesnikov od 13. do 17. stoletja je gumiarabika predstavljala 'plemeniti Orient'. V Sahelu je simbol čistosti mladosti. 